# Corythalia barbipes
Corythalia barbipes là một loài nhện trong họ Salticidae.
Loài này thuộc chi Corythalia. Corythalia barbipes được Cândido Firmino de Mello-Leitão miêu tả năm 1939.